# Agouni Gueghrane
Agouni Gueghrane (în arabă آقنى قغران) este o comună din provincia Tizi Ouzou, Algeria.
Populația comunei este de 9.692 de locuitori (2008).